# Yannis Dragasakis
Yannis Dragasakis (Grieks: Γιάννης Δραγασάκης) (Lassithi, 1 januari 1947)  is de vicepremier in het kabinet-Tsipras en regeringswoordvoerder sinds  27 januari 2015.

## Leven en werk
Yannis Dragasaki heeft politieke en economische wetenschappen gestudeerd in Griekenland. Hierna heeft hij in het buitenland gestudeerd.  Als student heeft hij deelgenomen aan de anti-junta beweging en was lid van de Lambrakisjeugd. Dragasakis heeft politieke wetenschappen en economie gestudeerd  en is afgestudeerd aan de  London School of Economics. Tijdens zijn studie aldaar was hij secretaris van de Greek Students’ Association of London. Van 2012-2015 was hij vicevoorzitter van het Griekse parlement.

## Persoonlijk leven
Giannis Dragasakis heeft twee dochters.
- Gemeinsame Normdatei: 1034626949
- International Standard Name Identifier: 0000 0000 2573 1257
- Library of Congress Control Number: n85354930
- Virtual International Authority File: 75314934
- WorldCat: E39PBJgmJBMymhFpPPGxhVxv73